# Andrew Headlee
Andrew Scott Headlee (ur. 17 maja 1985 w Waynesburgu) – amerykański zapaśnik w stylu wolnym. Srebrny medalista mistrzostw panamerykańskich w 2013 roku. Zawodnik University of Pittsburgh.